# Trans (album)
Trans je dvanácté sólové studiové album kanadského hudebníka Neila Younga, vydané v prosinci 1982 u vydavatelství Geffen Records (jde o jeho vůbec první album vydané u této společnosti). Nahráno bylo od září 1981 do května 1982 ve studiích Modern Recorders v Redwood City v Kalifornii a v Commercial Recorders v Honolulu na Havaji. Producenty alba byli Neil Young, Tim Mulligan a David Briggs. Skupina Sonic Youth později nahrála píseň „Computer Age“ z tohoto alba na svém albu Daydream Nation z roku 1988 (píseň vyšla až na jeho rezšířené reedici v roce 2007).

## Seznam skladeb
Autorem všech skladeb je Neil Young.
| Pořadí | Název                            | Délka |
| ------ | -------------------------------- | ----- |
| 1.     | Little Thing Called Love         | 3:13  |
| 2.     | Computer Age                     | 5:24  |
| 3.     | We R in Control                  | 3:31  |
| 4.     | Transformer Man                  | 3:23  |
| 5.     | Computer Cowboy (aka Syscrusher) | 4:13  |
| 6.     | Hold On to Your Love             | 3:28  |
| 7.     | Sample and Hold                  | 5:09  |
| 8.     | Mr. Soul                         | 3:19  |
| 9.     | Like an Inca                     | 8:08  |

## Obsazení
- Neil Young – kytara, baskytara, synclavier, elektrické piano, vokodér, zpěv
- Nils Lofgren – kytara, piano, varhany, elektrické piano, synclavier, vokodér, zpěv
- Ben Keith – pedálová steel kytara, slide kytara, zpěv
- Bruce Palmer – baskytara
- Ralph Molina – bicí, zpěv
- Joe Lala – perkuse, zpěv
- Frank Sampedro – kytara, klávesy
- Billy Talbot – baskytara